# Pješčana oluja
Pješčana oluja je meteorološki fenomen koji se pojavljuje u suhim i polusuhim područjima. Pješčane oluje nastaju kada snažan vjetar ponese pijesak i prašinu sa suhe površine. Čestice se prenose saltacijom i suspenzijom, izazivajući eroziju tla na jednom i nanose na drugom mjestu. 

## Vanjske poveznice
- Slide Show of a Dust Storm  Arhivirana inačica izvorne stranice od 23. lipnja 2004. (Wayback Machine) Lubbock, Texas 15. prosinca 2003
- Dust in the Wind
- Fotografije oluje u Riyadhu 2009. na bbc.co.uk